# Almaguer (ort)
Almaguer är en ort i Colombia.   Den ligger i departementet Cauca, i den sydvästra delen av landet, 400 km sydväst om huvudstaden Bogotá. Almaguer ligger 2 239 meter över havet och antalet invånare är 3 120.
Terrängen runt Almaguer är kuperad åt sydväst, men åt nordost är den bergig. Runt Almaguer är det ganska tätbefolkat, med 67 invånare per kvadratkilometer. Närmaste större samhälle är La Vega, 12,7 km nordost om Almaguer. Omgivningarna runt Almaguer är huvudsakligen savann.